# Carmelo Iannì
Carmelo Iannì (Palermo, 24 febbraio 1934 – Villagrazia di Carini, 28 agosto 1980) è stato un imprenditore italiano, vittima di Cosa Nostra.

## Biografia
Nato nel 1934, sposato e padre di tre figlie, Carmelo Iannì svolgeva l'attività di imprenditore. Nel 1977 acquistò l'albergo Riva Smeralda, sito a Villagrazia di Carini. Proprio in questo albergo decise di alloggiare nell'agosto del 1980  Andreè Bousquet, un chimico marsigliese giunto in Sicilia per aiutare Cosa Nostra nella raffinazione della droga. Per poterlo tenere d'occhio, la polizia chiese a Iannì il permesso di infiltrare alcuni suoi uomini nel personale dell'albergo. Iannì accettò la richiesta. Dopo circa tre settimane di presenza in albergo, la polizia il 26 agosto arrestò a Trabia Andreè Bousquet, due suoi sodali francesi e, con grande sorpresa degli stessi poliziotti, il boss Gerlando Alberti. Tuttavia nel corso del blitz i poliziotti commisero un errore che si rivelò fatale per la sorte di Iannì: tra i poliziotti che presero parte (a volto scoperto) all'arresto c'erano infatti anche i poliziotti che si erano precedentemente infiltrati nell'albergo di Iannì. Questi vennero facilmente riconosciuti dagli arrestati, e fu per questa ragione che Gerlando Alberti dal carcere ordinò che Iannì fosse ucciso per vendetta, per aver collaborato con le forze dell'ordine.

## L'omicidio
Carmelo Iannì venne assassinato nel suo stesso albergo due giorni dopo il blitz della polizia. A sparare furono due killer a volto scoperto, che freddarono Iannì dinanzi alla moglie e alcuni clienti. Sebbene gli esecutori materiali non siano mai stati identificati, per l'omicidio sono stati condannati all'ergastolo come mandanti Gerlando Alberti e Vincenzo Citarda.

## La memoria
Nonostante il suo forte senso civico (Iannì collaborò con la polizia in un periodo di diffusa omertà nei confronti della mafia), il suo coraggio e il suo sacrificio per molto tempo non gli hanno valso alcun riconoscimento da parte dello Stato italiano. Addirittura, poco tempo dopo la sua morte venne accusato ingiustamente di essere stato un membro di Cosa Nostra. Per molti anni la moglie e le figlie di Iannì scrissero al Presidente della Repubblica chiedendo che a Carmelo Iannì fosse conferita la medaglia d'oro al merito civile, ma senza ottenere mai alcuna risposta.
Solo nel 2017 a Iannì è stato dato un riconoscimento: il comune di Carini gli ha dedicato una targa commemorativa posta proprio dinanzi all'ex hotel Riva Smeralda.
La storia di Iannì e il suo sacrificio sono ricostruiti nel nono episodio della seconda stagione della Serie Tv La Mafia uccide solo d'estate. La figura dell'imprenditore è rappresentata dall'attore Rosario Lisma.